# NGC 1741B
NGC 1741B је спирална галаксија у сазвежђу Еридан која се налази на NGC листи објеката дубоког неба.
Деклинација објекта је - 4° 15' 48" а ректасцензија 5h 1m 35,4s. Привидна величина (магнитуда) објекта NGC 1741 износи 14,6 а фотографска магнитуда 15,2. NGC 1741B је још познат и под ознакама MCG -1-13-45, ARP 259, VV 524, VV 565, HCG 31B, PGC 16570.